# SNCV Groupe de Poix
Le réseau ou groupe de Poix est un ancien réseau de tramway vicinal du groupe du Luxembourg de la Société nationale des chemins de fer vicinaux (SNCV). Exploité du 1er octobre 1886 au 31 août 1957 pour le service voyageurs et jusqu'en 1960 pour le fret, le groupe s'est progressivement constitué autour de la gare de Poix et des villes de Saint-Hubert et Bouillon, formant un vaste réseau de quatre lignes, connecté au réseau ferroviaire aux gares de Poix-Saint-Hubert sur la ligne 162 et de Paliseul sur la ligne 166.

## Histoire

### Les premières lignes

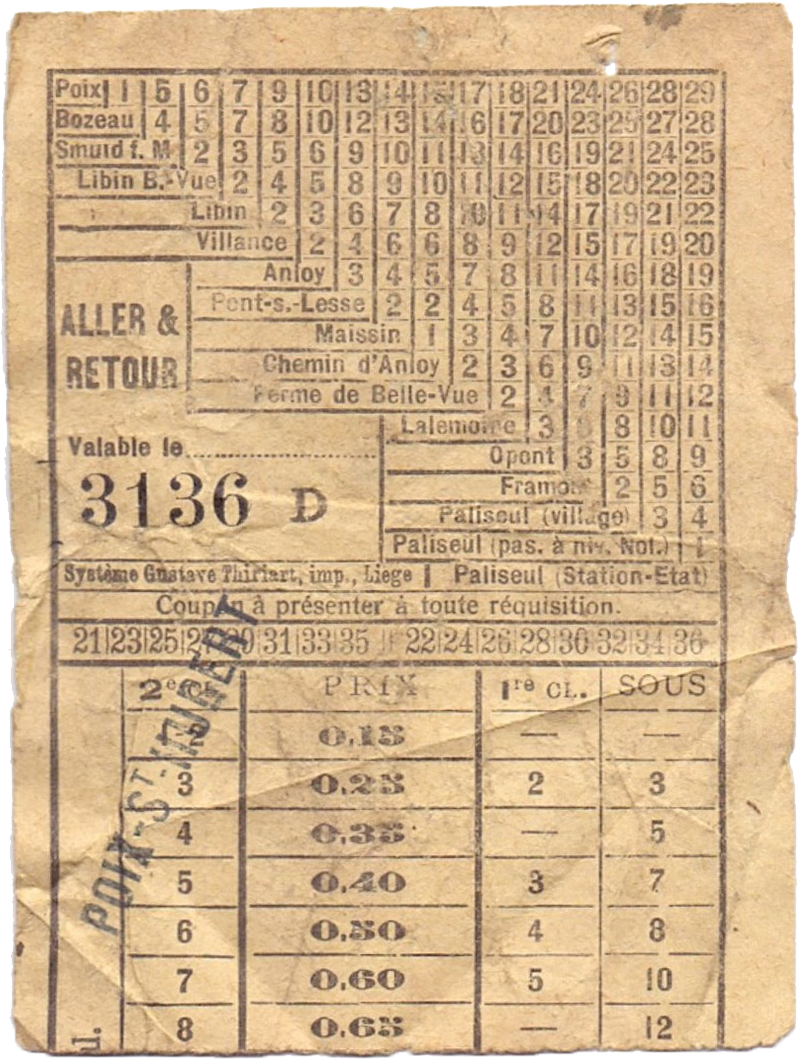
Fragment d'un billet SNCV pour un trajet aller-retour sur la ligne Poix-Paliseul (premier quart du XXe siècle).

Pour diverses raisons (recherche du parcours le plus simple à réaliser et à exploiter, méfiance locale à l’égard du chemin de fer à vapeur…), la ligne de chemin de fer de Bruxelles à Luxembourg, concédée au Grand Luxembourg, du groupe anglais Glossmann & consorts et mise en service à voie unique de 1854 à 1859, laissait de côté plusieurs agglomérations, dont Saint-Hubert.
Le besoin de liaisons entre centres anciens et nouvelles artères de communication contribua à la création en 1884 de la Société nationale des chemins de fer vicinaux et, dès 1886, la première ligne wallonne reliait la gare de Poix à Saint-Hubert.

### La constitution du réseau
| Infrastructure |                                                               |
|                | Dépôt, installation technique ou voyageurs (stations, gares). |
|                | Emprise en site indépendant.                                  |
|                | Voie de service ou de fret.                                   |
| Lignes         |                                                               |
|                | Ligne de la SNCV.                                             |
| 15(18)         | Ligne (service partiel, prolongé ou variante)                 |

Lignes en service au 1er janvier 1950 :
- 510 Bouillon Gare - Paliseul gare ;
- 510 Bouillon Gare - Pussemange Station ;
- 510 Poix Gare - Paliseul gare ;
- 509 Poix Gare - Saint-Hubert Station, quelques services sont prolongés depuis la station vicinale de Saint-Hubert vers le quartier du Fays ou Freux Suzerain.

Les indices sont à titre indicatif.

### Suppression
Les lignes sont progressivement supprimées entre 1951 et 1957.

## Lignes
| Nom  | Alias Autres indices et tableaux | Début du service voyageurs | Fin du service voyageurs | Traction          |
| ---- | -------------------------------- | -------------------------- | ------------------------ | ----------------- |
| 509  |                                  | 1886                       | 1959                     | vapeur → autorail |
| 510A |                                  | 1890                       | 1957                     | vapeur → autorail |
| 510B |                                  | 1903                       | 1958                     | vapeur → autorail |
| 510C |                                  | 1907                       | 1955                     | vapeur → autorail |

## Infrastructure

### Dépôts et stations
- D : dépôt ;
- S : station ;
- Sf : si la station sert de gare frontalière ;
- Sp : si la station est établie dans un bâtiment privé le plus souvent un café ou plus rarement une habitation privée.

| Illustration | Nom          | Type | Commune      | Province   | Localisation                | État                            | Remarques                                                                                     |
| ------------ | ------------ | ---- | ------------ | ---------- | --------------------------- | ------------------------------- | --------------------------------------------------------------------------------------------- |
|              | Bouillon     | DS   | Bouillon     | Luxembourg | 49° 47′ 27″ N, 5° 04′ 06″ E | Hors service, en partie démoli. |                                                                                               |
|              | Corbion      | DSf  | Corbion      | Luxembourg | 49° 47′ 43″ N, 5° 00′ 30″ E | Démolie.                        |                                                                                               |
|              | Maissin      | D    | Maissin      | Luxembourg | 49° 57′ 48″ N, 5° 10′ 58″ E | Hors service.                   |                                                                                               |
|              | Paliseul     | S    | Paliseul     | Luxembourg | 49° 53′ 43″ N, 5° 07′ 05″ E | Hors service.                   |                                                                                               |
|              | Pussemange   | DSf  | Pussemange   | Namur      | 49° 48′ 37″ N, 4° 52′ 15″ E | Hors service.                   | La gare et le dépôt sont distants de quelque 200 mètres du fait de la morphologie du terrain. |
|              | Saint-Hubert | DS   | Saint-Hubert | Luxembourg | 50° 01′ 36″ N, 5° 22′ 00″ E | Démoli.                         |                                                                                               |

### Le dépôt de Maissin
Le dépôt de Maisson est situé sur la ligne Poix - Paliseul et sert pour cette ligne, laquelle est éloignée des deux autres dépôts du groupe, le dépôt de Saint-Hubert pour la ligne Poix - Saint-Hubert et le dépôt de Bouillon pour les lignes Bouillon - Corbion et Bouillon - Paliseul.

## Matériel roulant

### Légende
Nombre / Numéros : utilisé (dans la série totale)
En service : date (province d'origine s'il y a lieu*)
* A Anvers, B Brabant, FOc Flandre-Occidentale, FOr Flandre-Orientale, H Hainaut, Lb Limbourg, Lg Liège, Lx Luxembourg, N Namur.

### Automotrices thermiques
- Type 42-61 ;
- Type 62-71 ;
- Type 115 ;
- Type 128-152 ;
- Type 209-233 ;
- Type 259-282 ;
- Type 284-288 ;
- Type 297-300 ;

| Modèle / Type          | Nombre | Numéros       | En service   | Hors service       | Remarques |
| ---------------------- | ------ | ------------- | ------------ | ------------------ | --- |
| Série 42-61            |        | 44            |              |                    | Autorail tracteur.                                                                                            |
| Série 42-61            |        | 47            | 1933-06 neuf |                    | d'abord AR puis ? Autorail tracteur ?                                                                         |
| Série 42-61            |        | 51            |              |                    | AR |
| Série 42-61            |        | 61            | 1933-09 neuf | 1963 (démoli 1964) | ART. Utilisé pour le démontage des voies du groupe. Ce travail terminé, abandonné et détruit à Noirefontaine. |
| Série 62-71            |        | 62            |              |                    | |
| Série 62-71            |        | 64            |              |                    | |
| Autorail prototype 115 | 1      | 115           | 1953 (FOr)   |                    | |
| Série 128-152          |        | 129           |              |                    | |
| Série 128-152          |        | 131           |              |                    | AR |
| Série 128-152          |        | 132           |              |                    | |
| Série 128-152          |        | 135           |              |                    | Autorail tracteur. Utilisé pour le démontage des lignes.                                                      |
| Série 128-152          |        | 138           |              |                    | |
| Série 128-152          |        | 147           |              |                    | |
| Série 128-152          |        | 149           |              |                    | |
| Série 128-152          |        | 151           |              |                    | |
| Série 209-233          |        | 215-217       |              |                    | |
| Série 209-233          |        | 222           |              |                    | |
| Série 259-282          |        | 260           |              |                    | |
| Série 284-288          | 1 (5)  | 284 (284-288) | 1955 (Lb)    |                    | |
| Série 297-300          | 1 (4)  | 298 (297-300) | 1958 (Lx)    | 1961 (démoli)      | |

### Locomotives à vapeur
- Type 3 ;
- Type 4 ;
- Type 7 ;
- Type 18.

| Modèle / Type | Nombre | Numéros | En service | Hors service      | Remarques                                                                        |
| ------------- | ------ | ------- | ---------- | ----------------- | -------------------------------------------------------------------------------- |
| Type 3        |        | 17      | 1886       | 1929              | utilisée à Saint-Hubert                                                          |
| Type 3        |        | 18      | 1886       | 1934              | utilisée à Saint-Hubert; partie vers Melreux - Laroche                           |
|               |        | 23      |            |                   |                                                                                  |
| Type 3        |        | 119     | 1890       | 1928              | utilisée à Saint-Hubert                                                          |
| Type 4        |        | 243     | 1898 (B)   | 1935              | utilisée à Saint-Hubert; ex Bruxelles - Ninove                                   |
| Type 4        |        | 311     | 1902       | 1953              | utilisée à Saint-Hubert                                                          |
| Type 4        |        | 434     | 1902 (Lg)  | 1951              | utilisée à Saint-Hubert; ex Liège - Fouron et Liège - Tongres                    |
| Type 7        |        | 482     | 1907 (Lg)  | 1953              | utilisée à Saint-Hubert; ex Liège - Fouron et Courrière - Ben Ahin               |
| Type 4        |        | 490     | 1909 (FO)  | 1936 (FOr)        | utilisée à Saint-Hubert; ex Herzele - Merelbeke, partie vers Marche - Martelange |
| Type 4        |        | 500     |            |                   |                                                                                  |
| Type 4        |        | 505     | 1909       | 1935              | utilisée à Saint-Hubert; puis Bouillon - Corbion                                 |
| Type 4        |        | 553     | 1909 (Lg)  | 1935              | utilisée à Saint-Hubert; ex Maaseik - Molenbeersel                               |
| Type 7        |        | 568     | 1909       | 1955 (Lx)         | utilisée à Saint-Hubert; partie vers Comblain - Melreux et Bouillon - Pussemange |
| Type 4        |        | 605     | 1911       | Dommage de guerre | utilisée à Saint-Hubert; réquisitionnée en 1916, non retrouvée en 1922           |
| Type 7        |        | 631     | 1911       | 1954 (Lx)         | utilisée à Saint-Hubert; partie vers Comblain - Melreux et Marche - Martelange   |
| Type 18       |        | 789     | 1915       | 1953 (Lx)         | utilisée à Saint-Hubert; partie vers Marche - Martelange                         |
| Type 18       |        | 1036    | 1919       | 1952              |                                                                                  |

### Remorques
| Modèle / Type | Nombre | Numéros | En service | Hors service | Remarques |
| ------------- | ------ | ------- | ---------- | ------------ | --------- |
|               |        | A 1751  |            |              |           |
|               |        | A 2047  |            |              |           |

## Exploitation

### Exploitants
Tout comme pour de nombreuses autres lignes, la SNCV confie l'exploitation du transport tant des voyageurs que du fret à un exploitant (on parle d'affermage, l'exploitant étant le fermier)
Les deux premières lignes du réseau, à l'origine isolées l'une de l'autre (Poix - Saint-Hubert et Bouillon - Paliseul) sont affermées à deux exploitants différents: la SA pour l'Exploitation de Tramways dans le Luxembourg Belge (TLB) pour la ligne de Poix à Saint-Hubert à partir de 1886 et la SA pour l'Exploitation des Chemins de Fer Régionaux en Belgique (CFRB) pour la ligne de Bouillon à Paliseul à partir de 1890.
Entre 1899 et 1900, la ligne Bouillon - Paliseul est brièvement exploitée par la SA des Chemins de Fer Provinciaux (CFP).
Ces exploitants vont laisser la place à un exploitant unique, la société Renkin de Marloie (Renkin), en 1900 pour la ligne de Bouillon à Paliseul et en 1901 pour Poix - Saint-Hubert. En 1907, cette société laisse la place à la SA du Chemin de fer vicinal de Saint-Hubert - Bouillon et Extensions (HB) qui elle-même va laisser sa place à la SNCV qui reprend en mains propres l'exploitation du réseau.
déjà évoqué

### Service fret
Parallèlement au service voyageurs, la SNCV en interne ou via ses fermiers exploite des services de fret divers (allant des matières premières à la desserte des industries), ces services vont survivre brièvement au transport de voyageurs.

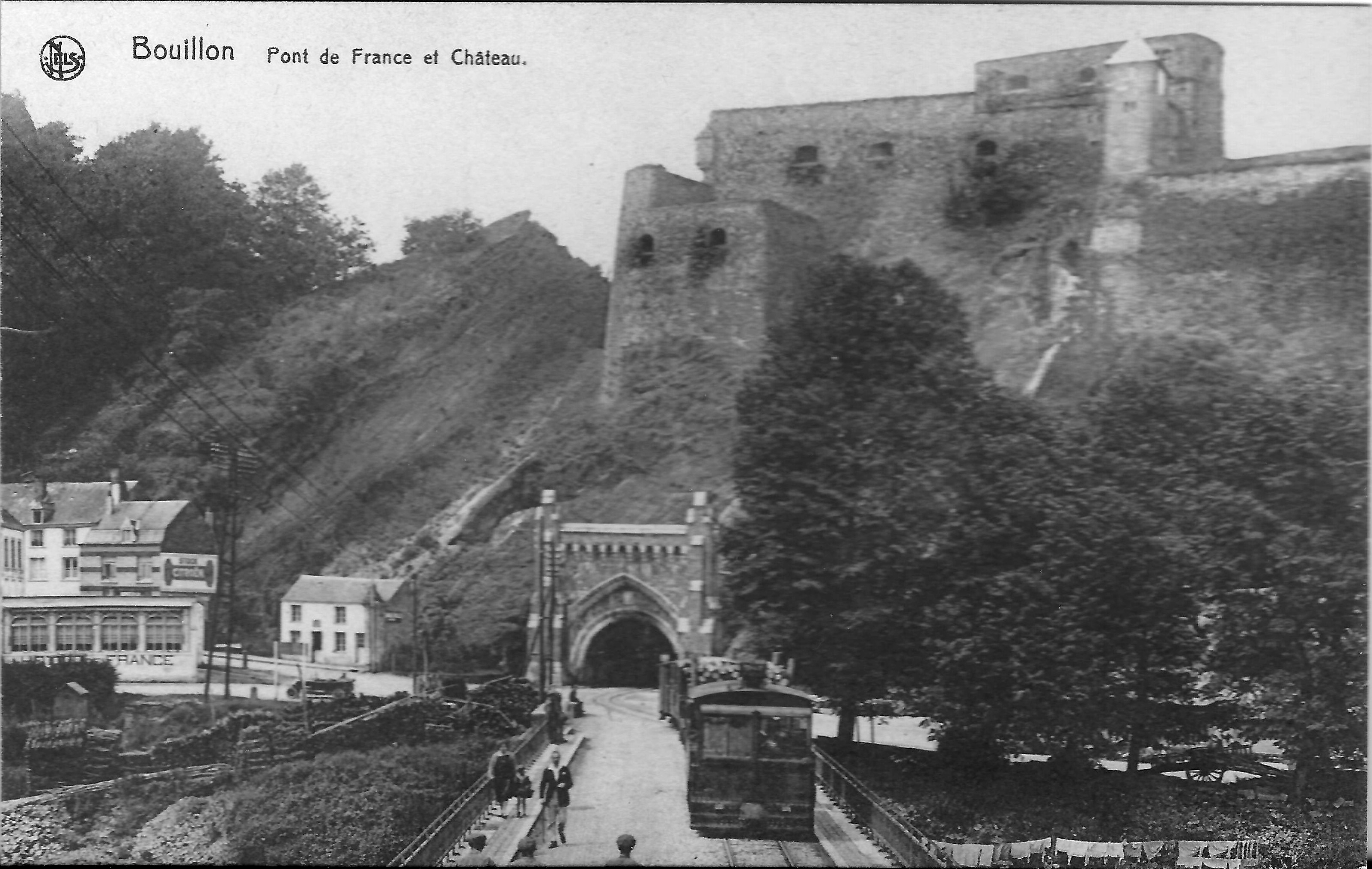
Date inconnue : locomotive à vapeur bicabine tractant un train de fret, traversant le pont de France à Bouillon et l'arrêt du même nom pour rejoindre ensuite par un tracé en site indépendant la station vicinale de Bouillon.

## Capitaux
Les lignes du réseau de Poix-Saint-Hubert dépendent de 4 capitaux SNCV :
- n°5 « Poix - Saint-Hubert - Freux »;
- n°34 « Paliseul - Bouillon »;
- n°93 « Poix - Paliseul »;
- n°135 « Bouillon - Corbion - Pussemange ».

### Bibliographie

Réseaux ferrés de la province de Luxembourg (limites antérieures au 1er janvier 1977) et des zones limitrophes. État au 15 mai 1935.